# Pickpocket
Pickpocket is een Franse dramafilm uit 1959 onder regie van Robert Bresson.

## Verhaal
Op een dag gaat Michel naar de paardenrennen en steelt er wat geld van een toeschouwer. Bij het verlaten van de renbaan wordt hij gearresteerd. Hij wordt meteen vrijgelaten bij gebrek aan bewijs. Kort na zijn vrijlating sterft zijn moeder. Michel gaat vervolgens opnieuw zakkenrollen. Hij gaat ook in de leer bij een ervaren gauwdief, zodat hij efficiënter te werk kan gaan. Hij weigert bovendien de hulp van zijn vriend Jacques, die hem aan een baan wil helpen. Het wordt Michel spoedig te heet onder de voeten. Hij vlucht weg uit Frankrijk. Twee jaar nadien ontmoet hij bij zijn terugkomst de vroegere werkster van zijn moeder.

## Rolverdeling
| Acteur          | Personage  |
| --------------- | ---------- |
| Martin LaSalle  | Michel     |
| Marika Green    | Jeanne     |
| Jean Pélégri    | Inspecteur |
| Dolly Scal      | Moeder     |
| Pierre Leymarie | Jacques    |